# Lucien Briet

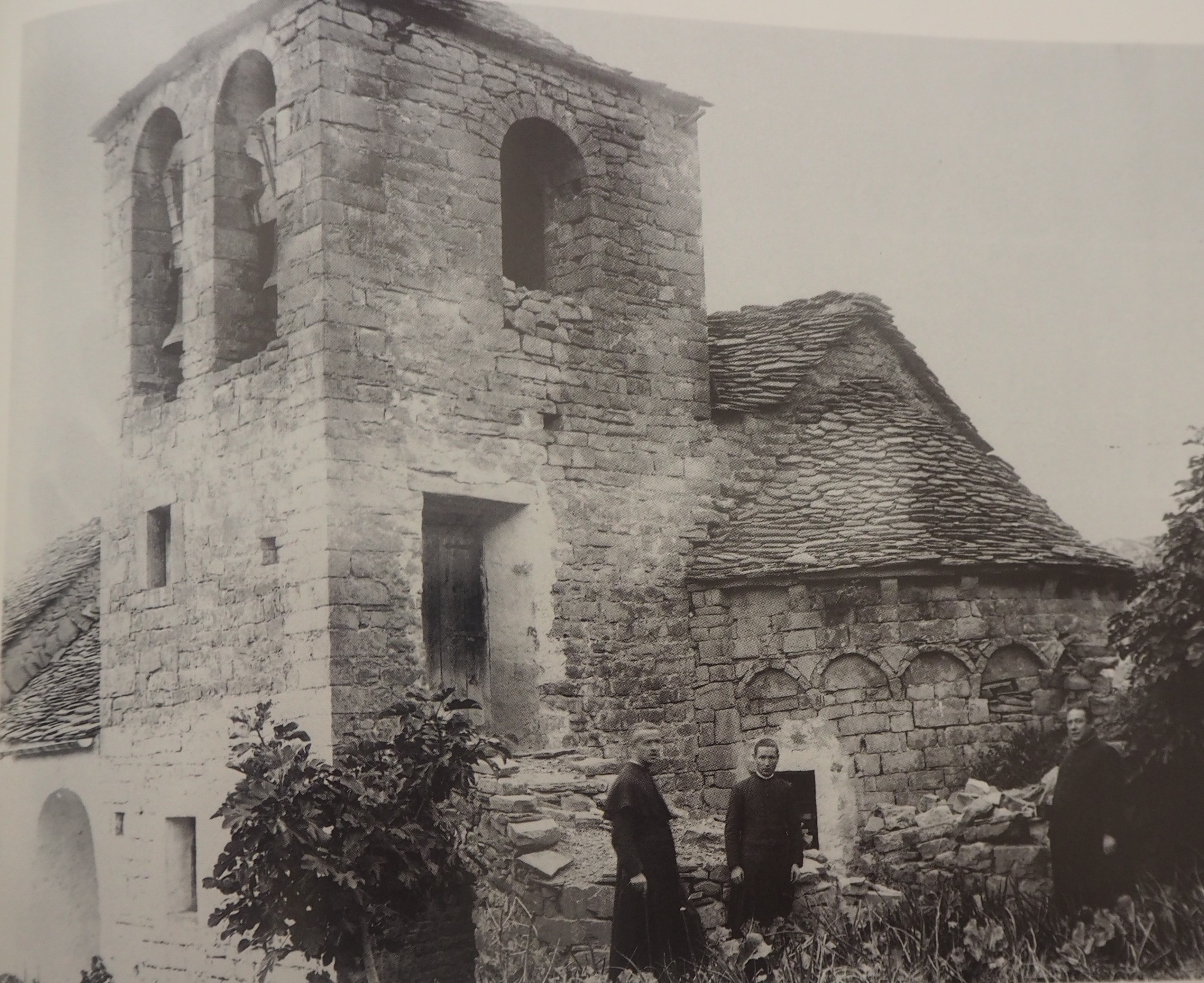
Lavellilla, 1911

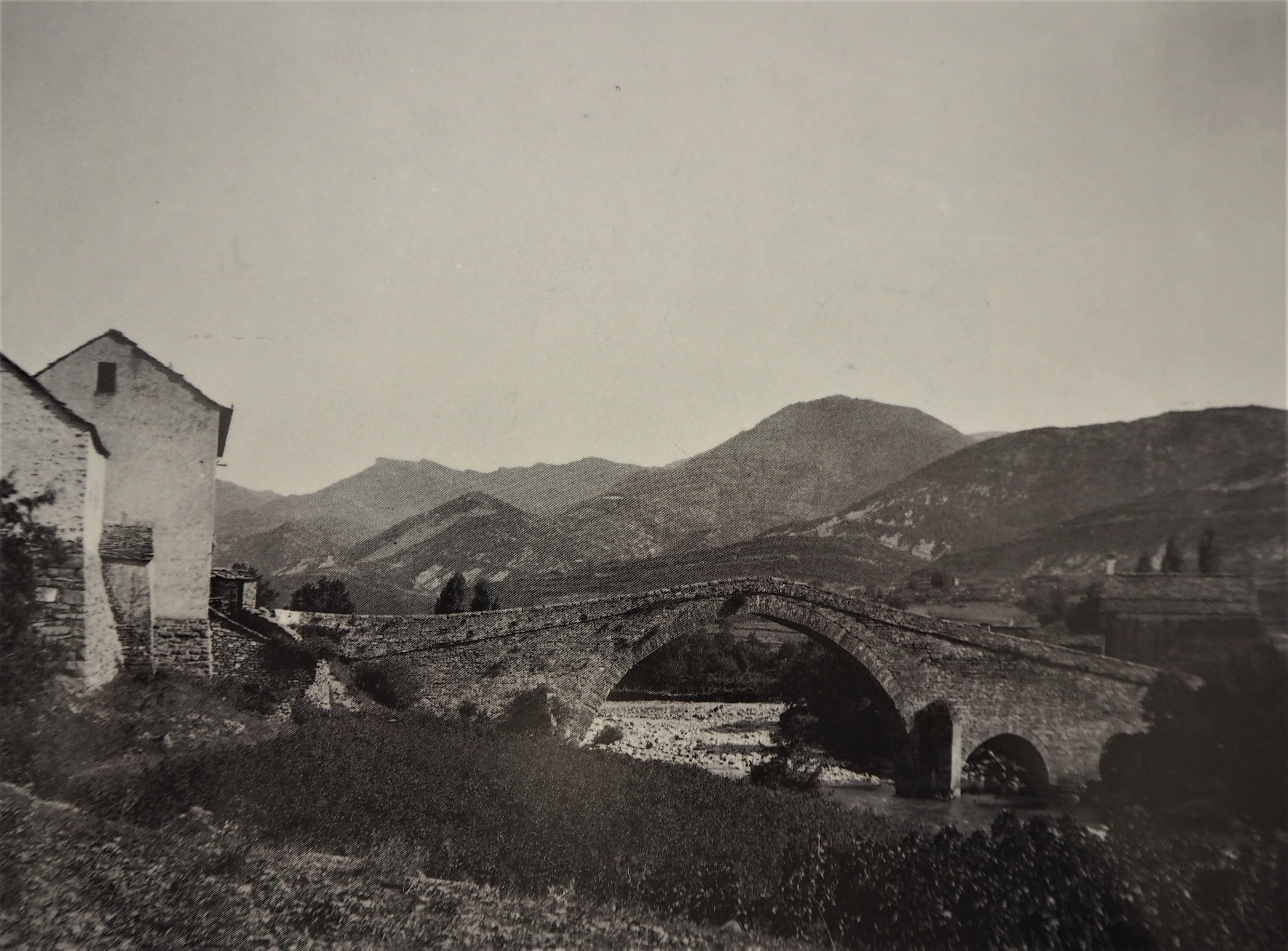
Fiscal, 1911

Lucien Henri César Briet (2. března 1860, Paříž – 4. srpna 1921, Charly-sur-Marne Aisne) byl francouzský fotograf, speleolog, průzkumník a lektor, který cestoval a studoval hlavně španělské Pyreneje a horní Aragonii.

## Životopis
V roce 1880 narukoval do 51 pěšího pluku v Beauvais. Vojenský život ho však neuspokojoval, dezertoval a uprchl do Belgie, kde strávil čtyři roky. Po svém návratu do Francie byl odsouzen na dva roky tvrdé práce, poté omilostněn a přidělen k jedenáctému pěšímu pluku po dobu jednoho roku v Africe. V roce 1886, kdy byl konečně propuštěn, se vrátil ke své rodině v Charly-sur-Marne a studoval fotografii.
V roce 1887, po smrti svého otce, jehož byl jediným dědicem, se rozhodl prozkoumat pyrenejskou kordilleru ve stopách Ramonda de Carbonnières. Následně se stal tajemníkem Speleologické společnosti. Pyreneje objevil v roce 1889, během pobytu v Gavarnie. Velmi rád se tam vracel celkem pravidelně, stal se členem CAF a začal metodicky prozkoumávat masiv a pořídil tam celou řadu fotografií. Publikoval články ve specializovaných časopisech a přednášel s projekcemi.

## Průzkumy
Briet si rychle uvědomil, že na pyrenejskou scénu dorazil trochu pozdě, většina vrcholů byla prozkoumána a zdokumentována. Přesto pořídil několik dobrých spisů, pak obrátil pohled k Aragonii, tak blízké a přesto neznámé. Tato země se svými soutěskami a jeskyněmi má vše, co jej přitahovalo. Začal ji navštěvovat v roce 1902, poté v roce 1903, s poměrně krátkými pobyty (asi týdenními). Od roku 1904 byly jeho kampaně delší, každý měsíc a půl, až do roku 1911, kdy zbývalo 70 dní na dokončení jeho průzkumného programu.
Každý rok po 27hodinové cestě vlakem opouštěl Gèdre, aby dorazil do Gavarnie, do přístavu Boucharo, sestoupil do Bujaruelo a Torla a nesl s sebou velké množství fotografického materiálu (14 desítek skleněných desek 18×24cm) na mezkovi. Po roce 1904 se uchýlil k aragonským průvodcům, kteří se stali jeho přáteli Ramon Viu, od Torla, Lorenzo Viu, od Boltaña a Joaquin Buisán, od Lavelilla. Metodicky zkoumal hranicí na severu, linií Torla-Huesca na západ, Huesca-Barbastro na jih, Barbastro-la Cinca, bydlel u místních obyvatel nebo v hostincích se spartánským komfortem. Po návratu domů do Charly-sur-Marne si dával do pořádku poznámky, vyvolával a zvětšoval fotografie, klasifikoval a psal své texty. Psal články a pořádal konference, kde odhaloval krásy tohoto regionu, konkrétně slavné kaňony pohoří Sierra de Guara, které jako první objevil, a vycítil jejich turistický potenciál. Před Rio Vero si nepředstavoval módu canyoningu, ale psal, že demontovatelný člun by se hodil na průzkum těchto roklí. Propagoval založení národního parku Ordesa v roce 1918, parku, který byl později významně rozšířen a dostal název Národní park Ordesa y Monte Perdido.
Briet dokončil své průzkumné kampaně v roce 1911, jeho španělští přátelé mu slíbili zveřejnění jeho cestopisů. Učinil tak skutečně v roce 1913. V roce 1916, v samém srdci Velké války, se oženil s Marie-Louise Chamblinovou, která byla o 30 let mladší. Brzy poté se jim narodila holčička. Roku 1920 onemocněl a následující rok zemřel, aniž by zažil vrchol svého španělského snu. Jeho rukopisy a fotografie získal Louis Le Bondidier, zakladatel Pyrenejského muzea v Lurdech. Ve Francii v tichosti zmizelo mnoho časopisů, ale jeho aragonští přátelé díky předplatnému postavili na jeho památku malý pomník u vchodu do údolí Ordesa. V Torle nese jeho jméno útočiště a promenáda.
Jeho fotografie, nenahraditelné a vysoce kvalitní dokumenty, jsou pravidelně publikovány, zejména prostřednictvím několika děl, které publikoval nebo napsal André Galicií, který zachránil Picarda ze zapomnění, do něhož ho uvrhli jeho krajané.

## Dílo
- Alto Aragón pintoresco, sbírka pohlednic vydaných ve Francii, ale prodaných v Aragonu, 1912
- Bellezas del Alto Aragon, 1 svazek vyd. Diputación de Huesca v roce 1913, znovu vydán v roce 1977 a pak znovu ve dvou svazcích v letech 1988 a 2003.
- Soberbios Pirineos / Superbes Pyrénées, 2 svazky vydané Diputación de Huesca v roce 1990. Svazek I: výběr textů Fernanda Biargeho, překlad Nieves Ibeas a Antonio Gaspar Galán, 302 stran; Svazek II: výběr 176 fotografií (F. Biarge a E. Salamero).
- Aux Pyrénées!, články a fotografie, výlety na francouzskou stranu, 1892–1906, shromáždil: André Galicií, edice de la Ramonda, Paříž, červen 2017.